# Muziekvereniging Excelsior Pijnacker
Muziekvereniging Excelsior Pijnacker werd op 19 februari 1910 in de Nederlandse plaats Pijnacker als fanfare opgericht.  De initiatiefnemers hadden een maand eerder al ook de christelijk gemengde zangvereniging 'Hallelujah' het licht doen zien. Tijdens de oprichtingsvergadering meldden zich meteen twintig leden aan. De muziek die in de begintijd ten gehore werd gebracht bestond voornamelijk uit marsen, psalmen en liederen uit het liedboek.
In 1956 werd de fanfare omgezet naar harmonieorkest en in datzelfde jaar volgde de oprichting van een tamboerkorps. Een doorbraak was de toelating van vrouwen tot de Harmonie. In 1957 is daar uitvoerig over gediscussieerd, maar het duurde tot 1961 voordat de eerste vrouw bij Excelsior mee kon blazen. Sinds 1910 zijn meer dan tien dirigenten aan Excelsior verbonden geweest.
De vereniging telt anno 2019 circa 60 leden en bestaat uit drie afdelingen: het Harmonieorkest dat acteert in de derde divisie, het aspirantenorkest en de muziekopleidingen. Het soort muziek dat Excelsior ten gehore brengt beslaat een breed spectrum: filmmuziek, musicals, jazz, pop en klassiek. Harry Tazelaar is sinds februari 2019 dirigent van het orkest.